# 母のない子と子のない母と
『母のない子と子のない母と』（ははのないことこのないははと）は壺井栄による小説、またはそれを原作とした映画、テレビドラマ。

## 概要
本作は元々、1948年（昭和23年）に『毎日小学生新聞』紙上で『海辺の村の子供たち』というタイトルで連載された作品で、1951年（昭和26年）11月に改題され光文社より単行本が刊行された。
終戦直後の小豆島を舞台に家族を失ったある女性と、母親を失った兄弟の交流を中心に、島に暮らす人々の生活が描かれている。作中には壺井の故郷である小豆島の風土とともに、背景として埼玉県熊谷市の風土が多く登場するが、これは彼女の妹夫婦が熊谷に在住していた縁によるものである。
1952年（昭和27年）に『坂道』とともに第2回芸術選奨文部大臣賞を受賞し、同年に映画化された。また、数度のテレビドラマ化も為されており、本作品を含めた壺井の著作を再構成した『あしたの風』がNHK連続テレビ小説の枠内で1962年4月2日から翌1963年3月30日まで、同じく『海の音』がTBSテレビで1965年2月1日から7月30日まで放送された。

## あらすじ
太平洋戦争終結後の1946年（昭和21年）、瀬戸内海に浮かぶ小豆島には戦渦を逃れて疎開してきた人々が多く暮らしている。おとら小母さんもその一人で、少年航空兵に志願した息子を事故で亡くし、大阪大空襲で夫を亡くしたため、従兄弟の家の土蔵を借りて暮らしている。彼女は世話好きの明るい性格のため子供たちから慕われている。
一方、埼玉県熊谷市から島に引き揚げてきた一郎の一家は、おとら小母さんの土蔵では手狭なため、峠を挟んだ隣の村に住んでいる。一郎たちは終戦間際の熊谷空襲により焼け出され、軍の召集を受けて出征した父の帰国の目途が立たずにいたところ、母が病気を患ってしまい、療養も兼ねて父の故郷の小豆島に越してきた。しかし母は島の気候に馴染めず亡くなり、一郎と弟の四郎はおとら小母さんの下に引き取られることになる。
生まれ故郷の熊谷を懐かしむ一郎だったが、同じように戦争で家族を亡くした史郎をはじめとした村の子供たちと出会い、島での生活に溶け込むうちに、徐々に明るさを取り戻していく。やがて一郎の父が復員し、久しぶりに再会を果たすことができたが、父の再就職先はなかなか見つからない。見かねた一郎は父に対して知人の多い熊谷に帰ることを提案するが、父は島で生きていく旨を伝え、おとら小母さんと4人での新しい生活が始まるところで物語を終える。

## 登場人物
おとら小母さん
小豆島の出身。結婚し大阪で暮らしていたが戦争で家族を亡くし、18年ぶりに島へ戻ってきた。島の子供たちに亡くなった息子の面影を見出している。
太田 一郎
小学生。11歳。熊谷西国民学校の出身。生まれ故郷の熊谷に愛着を抱いている。鴻巣の農事試験場に勤めている父の友人に憧れて農林技師を志望している。
太田 捨男
一郎の父。熊谷農学校の元英語教師。香川県の小豆島出身。1945年（昭和20年）に軍の召集を受けて出征したが、それ以来消息不明となる。
太田 光子
一郎の母。熊谷女学校の元国語教師。広島県出身。夫の帰国の目途が立たず、広島の実家の消息も定かでない中、病気を患う。
太田 四郎
一郎の弟。3歳。もともとシロちゃんと呼ばれていたが、史郎との混同を避けるためヨンちゃんと呼ばれている。
史郎
一郎の友達。軍に召集された父親は、東シナ海で乗っていた輸送船が撃沈されて亡くなっている。学校へは父親が生前に作った革製のランドセルで通学している。

## 映画
劇団民藝と新教映の共同制作で映画化され、1952年11月4日より公開された。

### キャスト
- 一郎：田中晋二
- 一郎のお父さん：宇野重吉
- 一郎のお母さん：高野由美
- ヨンちゃん：長木義秀
- おとら小母さん：北林谷栄
- 史郎：小汐保平
- 史郎のお母さん：斎藤美和
- 史郎のおじいさん：左卜全
- 史郎のおばあさん：原ひさ子
- 校長先生：清水将夫
- 役場の六さん：多々良純

## テレビドラマ

### 1953年版
- 子供の時間『母のない子と子のない母と』（NHK GTV）[9]
  - 1953年3月6日-不明 金曜18:30-19:00
  - 脚本：久板栄二郎。演出：若杉光夫
  - 出演：田中晋二、北林谷栄、宇野重吉、高野由美

### 1961年版
- ドラマシリーズおんな『母のない子と子のない母と』（フジテレビ）[10]
  - 1961年6月17日-1961年7月1日 土曜21:15-21:45
  - 脚本：寺島アキ子。演出：嶋田親一
  - 出演：森光子、三条美紀、太田博之、江木俊夫、相模忠平、鳥羽千春、下元勉、木崎豊

### 1965年版
- こども劇場『母のない子と子のない母と』（NHK）[11]
  - 1965年1月17日 日曜9:00-9:40
  - 出演：山田桂子